# Heidelberger Juristenkreis
Mit Heidelberger Juristenkreis (auch Heidelberger Kreis) wird ein loser Zusammenschluss von Juristen, Richtern, Beamten des Justizministeriums und Verwaltungsfachleuten der evangelischen und katholischen Kirche bezeichnet, der sich für die Freilassung und Rehabilitierung von deutschen Verurteilten aus den Kriegsverbrecher- und NS-Prozessen einsetzte. Der Juristenkreis wurde im Frühjahr 1949 gegründet, sein Zentrum bildeten der Bundestagsabgeordnete Eduard Wahl, Heidelberger Juraprofessor und Leiter des Heidelberger Dokumentenarchivs, sowie Hodo von Hodenberg, Präsident des Oberlandesgerichts Celle.
Im Frühjahr 1949 waren die Nürnberger Prozesse beendet. Mit der Auflösung des Defense Center in Nürnberg drohte aus Sicht der Verteidiger der nun Verurteilten der kollegiale Kontakt abzureißen. Eduard Wahl, der Verteidiger im I.G.-Farben-Prozess gewesen war und eine Juraprofessur in Heidelberg innehatte, bot an, in seiner Universität eine Koordinierungsstelle einzurichten, Dokumente zu sammeln und zu verteilen und Tagungsmöglichkeiten zu schaffen. Der Heidelberger Juristenkreis traf sich von nun ab vierteljährlich, um Koordinierungsarbeit zu leisten und gemeinsame Papiere vorzubereiten. Auf die 1951 geäußerte Idee des Kreises ging Adenauers Vorschlag eines gemischten deutsch-alliierten Gnadenausschusses zurück.

## Mitglieder des Kreises
Zu den Mitgliedern des Heidelberger Kreises gehörten Verteidiger aus den Nürnberger Prozessen:
- Rudolf Aschenauer, Verteidiger von Otto Ohlendorf im Einsatzgruppen-Prozess,
- Hellmut Becker, Verteidiger von Ernst von Weizsäcker im Wilhelmstraßen-Prozess,
- Georg Fröschmann, Verteidiger von Viktor Brack im Ärzte-Prozess, von Gottlob Berger im Wilhelmstraßen-Prozess, von Karl Mummenthey im Prozess Wirtschafts- und Verwaltungshauptamt der SS
- Justus Koch, Verteidiger im Wilhelmstraßen-Prozess,
- Otto Kranzbühler, Verteidiger von Karl Dönitz im Hauptkriegsverbrecherprozess,
- Hans Laternser, Verteidiger von Wilhelm Ritter von Leeb im OKW-Prozess,
- Helmut Henze, Verteidiger von Hans Kugler und Heinrich Oster im I.G.-Farben-Prozess

Beamte und Richter:
- Hans Gawlik, ehemals Verteidiger in den Nürnberger Prozessen, nun Leiter der Zentralen Rechtsschutzstelle (ZRS),
- Bruno Heusinger, Präsident des Oberlandesgerichts Braunschweig,
- Hodo von Hodenberg, Präsident des Oberlandesgerichts Celle,
- Der Präsident des Oberlandesgerichts Karlsruhe,
- Alfons Wahl, Oberregierungsrat im Bundesjustizministerium,

Professoren:
- Karl Geiler, Juraprofessor in Heidelberg
- Erich Kaufmann, Juraprofessor in München, dann Rechtsberater für völkerrechtliche Angelegenheiten im Bundeskanzleramt
- Gustav Radbruch, Juraprofessor in Heidelberg, für kurze Zeit bis zu seinem Tod Ende 1949
- Eduard Wahl, Bundestagsabgeordneter und Juraprofessor in Heidelberg

Sowie Funktionäre der evangelischen und katholischen Kirche:
- Heribert Knott, Kanzler des Erzbistums Köln und Abgesandter des Vorsitzenden der Fuldaer Bischofskonferenz, Kardinal Frings,
- Rudolf Weeber, evangelischer Oberkirchenrat in Stuttgart,
- Hansjürg Ranke, Vertreter der Kirchenkanzlei der EKD in Bonn,
- Fritz Flitner, Rechtsschutzstelle des Evangelischen Hilfswerks in Stuttgart.